# 1999-2010 The Greatest Hits
1999-2010 The Greatest Hits è il primo album di raccolta del cantautore italiano Cesare Cremonini, pubblicato  il 25 maggio 2010 dall'etichetta discografica Warner Music.

## Descrizione
La raccolta è stata realizzata a Bologna, presso i Mille Galassie Studio, sotto la supervisione dell'ingegnere del suono Steve Orchard e la produzione di Walter Mameli, e segna di fatto la fine del contratto che lega Cremonini alla Warner Music.
Composto da due CD, al prezzo di uno, il greatest hits contiene tutti i brani più significativi della carriera decennale del cantautore bolognese, attingendo dal suo repertorio solista oltre ad alcuni lavori del periodo Lùnapop. La raccolta contiene anche due inediti, il primo singolo Mondo, che vede la partecipazione di Jovanotti, e Hello! eseguito in duetto con Malika Ayane.

## Successo commerciale
Ad un mese dalla pubblicazione l'album ha già venduto/distribuito circa 40 000 copie, raccogliendo il disco d'oro. Dopo 33 settimane dall'uscita del disco, 1999-2010 The Greatest Hits ha superato le 100 000 copie vendute. Nel gennaio 2014 viene certificato doppio disco di platino. In seguito l'album arriva a vendere oltre 120 000 copie a distanza di 4 anni dalla sua uscita.

## Tracce

### CD1
1. Mondo (con Jovanotti) – 4:46
2. Hello! (con Malika Ayane) – 4:05
3. 50 Special – 3:29
4. Un giorno migliore – 4:11
5. Qualcosa di grande – 4:32
6. Vorrei – 2:21
7. Gli uomini e le donne sono uguali – 4:11
8. Vieni a vedere perché – 4:14
9. PadreMadre – 4:34
10. Latin Lover – 3:56
11. Mille galassie – 5:24
12. Gongi-Boy#2 – 3:49

Durata totale: 49:32

### CD2
1. Marmellata #25 – 4:42
2. Maggese – 4:54
3. Le tue parole fanno male – 3:50
4. Sardegna – 3:47
5. La fiera dei sogni (Live) – 3:50
6. Dev'essere così – 3:51
7. Dicono di me – 3:50
8. Le sei e ventisei – 4:44
9. Figlio di un re – 6:46
10. Il pagliaccio – 5:20
11. Il primo bacio sulla luna – 6:18
12. Cercando Camilla (Instrumental) – 3:43

Durata totale: 55:35